# 44613 Рудольф
44613 Рудольф (44613 Rudolf) — астероїд головного поясу, відкритий 8 вересня 1999 року.
Тіссеранів параметр щодо Юпітера — 3,500.